# Paola Agosti
Paola Agosti (Torino, 1947) è una fotografa italiana.

## Biografia

### Infanzia e primi anni
Paola Agosti cresce nella Torino del secondo dopoguerra, all’interno di una famiglia laica e colta. Il padre, Giorgio Agosti, importante magistrato e antifascista, fu tra i fondatori del Partito d'Azione. La madre, Nini Castellani, fu traduttrice letteraria dall’inglese, dal francese e dal tedesco e per prima introdusse in Italia il Mago di Oz di Baum; tradusse grandi scrittori come Jane Austen, George Eliot, Henry James, Robert Luis Stevenson e molti altri. Il fratello, Aldo Agosti, è professore emerito di storia contemporanea presso la Facoltà di Lettere dell'Università di Torino, autore di diverse pubblicazioni sulla storia dei movimenti politici della sinistra e dei suoi protagonisti. 

### Carriera
Le sue prime esperienze in fotografia avvengono a Roma, dove dopo un breve apprendistato come fotografa di scena, inizia la propria attività come fotografa indipendente. L’anno successivo incontra il giornalista Saverio Tutino, con il quale parte per un lungo viaggio in Sudamerica (Argentina, Perù, Uruguay, Brasile, Venezuela). Qui realizza i suoi primi reportages, tra cui quello sul Cile di Salvador Allende, che ha modo di fotografare e di conoscere personalmente, prima del tragico golpe del 11 settembre 1973.
Nei tumultuosi anni '70 è tra le più attive a ritrarre il movimento femminista, i cortei, le occupazioni i girotondi e le più svariate manifestazioni, realizzando alcune immagini che diventeranno iconiche di quella stagione. Ciò le vale la sua prima, importante pubblicazione: Riprendiamoci la vita. Immagini del Movimento delle donne (Savelli, 1976), che la fa emergere come tra le osservatrici più attente a raccontare l’universo femminile inquieto e battagliero di quegli anni.

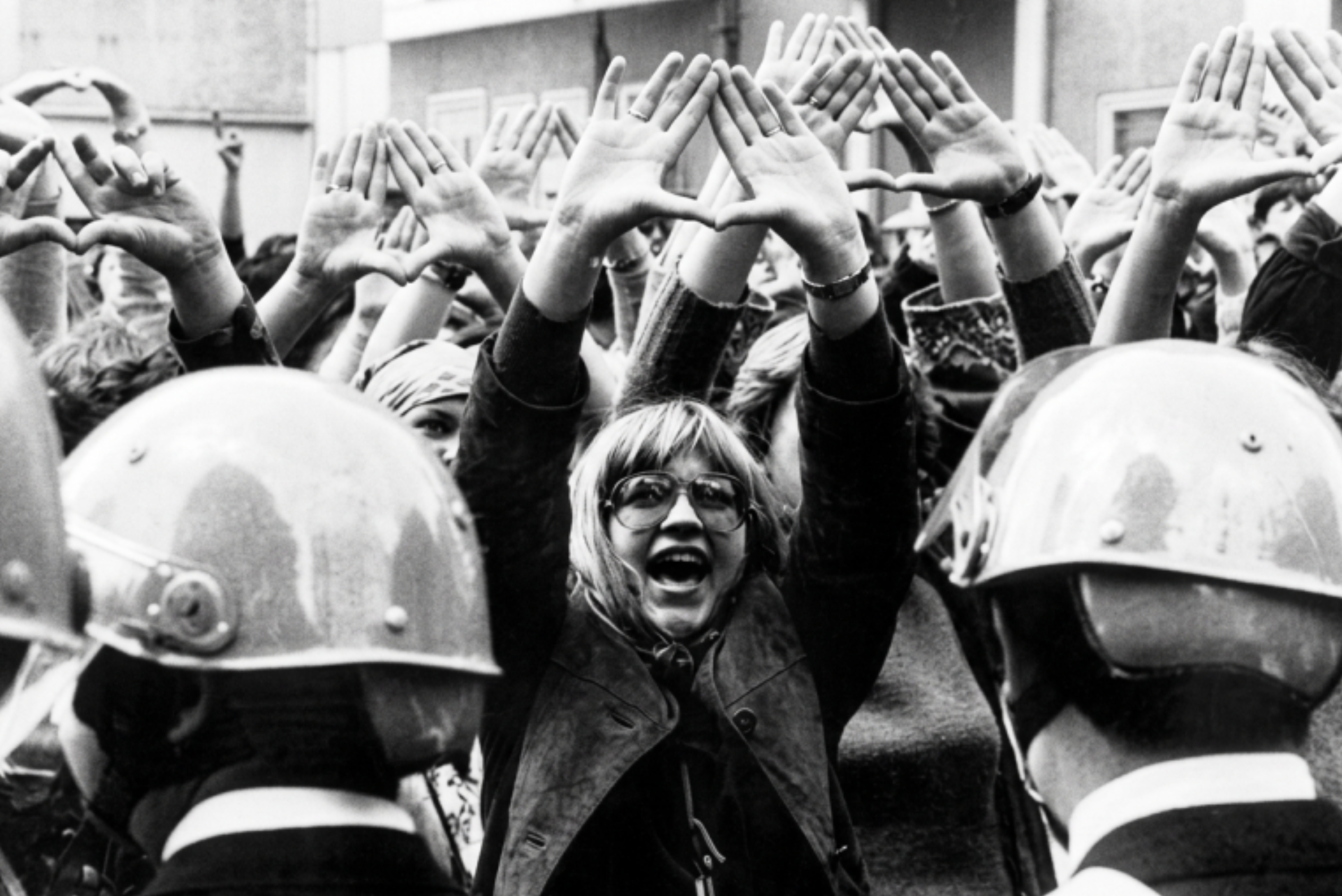
Manifestazione femminista a Roma, fotografia scattata da Agosti nel 1977

Nell’aprile del 1974 è a Lisbona per testimoniare con le sue immagini la Rivoluzione dei garofani; qui fotografa le prime riunioni libere delle donne comuniste, le prime assemblee degli studenti e le occupazioni delle case da parte dei baraccati.
È poi in Nord America, dove realizza scatti dei movimenti di protesta contro la sanguinosa guerra del Vietnam e per i diritti civili degli anni’70, ma anche la New York povera e miserabile della Bowery street e di Harlem. In seguito, in tempi diversi, sarà anche in Africa, dove realizza reportages da Somalia, e Mozambico, e più tardi in Sudafrica, in particolare nei miserabili ghetti neri sotto il regime dell'apartheid.
In Italia, a Roma, pratica la fotografia come freelance, coprendo la politica e la società civile in trasformazione di quegli anni turbolenti. Alterna la cronaca quotidiana per i giornali e le riviste (in particolare con Noi Donne, con cui instaura un lungo sodalizio professionale), con progetti di più ampio respiro, raccontando la realtà femminile del lavoro nelle campagne e nelle grandi fabbriche del Nord, ma anche nelle carceri e nel campo della letteratura (Firmato Donna).

### Progetti a lungo termine
Progressivamente la sua attività si sposta in direzione di progetti a lungo termine. Tra questi, la ricerca fotografica su “il Mondo dei Vinti” del noto scrittore e partigiano Nuto Revelli (Immagini dal Mondo dei Vinti, Mazzotta, 1988; Il destino era già lì), fotografando quell’Italia dimenticata e povera descritta da Revelli nelle campagne del cuneese; il lavoro sull’emigrazione dei Piemontesi più poveri della classe contadina in Argentina, da cui vengono tratti diversi libri (Dal Piemonte al Rio de la Plata, Regione Piemonte, 1988, El Paraiso: entrada provisoria, FIAF, 2011).
L’esperienza quale reporter caratterizza anche la sua attività come fotografa ritrattista, che la vede impegnata, sia da sola come curatrice (Volto d’Autore, Associazione per il Salone del libro, Torino, 1988) che con la collega Giovanna Borgese (Il volto delle parole, Scenaperta, 2007; Mi pare un secolo. Ritratti di centosei protagonisti del Novecento, Einaudi, 1982). Ritratti colti nell’ambiente domestico dei personaggi, perlopiù a luce naturale, a costruire un mosaico di immagini di molti protagonisti del '900 nei campi dell’arte, della letteratura, del teatro, della filosofia, del cinema. Ritratti che si aggiungono ai molti realizzati “sul campo” a grandi protagonisti della storia politica di quegli stessi anni: da Arafat a Fidel Castro, da Gheddafi a Indira Gandhi, da Berlinguer a Breznev, da Andreotti ad Aldo Moro e molti altri.
All’alba del nuovo secolo abbandona la pratica fotografica sul campo, dedicandosi come curatrice alla custodia e divulgazione della memoria, tramite pubblicazioni e mostre. 
Le fotografie di Paola Agosti sono state oggetto di decine di mostre, in Italia e all’estero. Alcune delle sue immagini fanno parte delle collezioni permanenti di vari musei, tra cui l'Accademia Carrara di Bergamo, il Museo della Montagna di Torino, il Musée del l’Elysée di Losanna, il Museo de Bellas Artes di Buenos Aires, l’Istituto Nazionale per la Grafica di Roma, la Beinecke Library di Yale, New Haven, il Centro per l’arte contemporanea Luigi Pecci di Prato, il MAST di Bologna, il Maxxi di Roma.
Nel 2022 viene realizzato dalla Rai il film documentario Paola Agosti, il mondo in uno scatto, per la regia di Claudia Pampinella.

## Critica
L’opera di Paola Agosti costituisce un affresco della società italiana e internazionale in trasformazione a partire dalla fine degli anni ’60 fino al volgere del “Secolo breve”. Le sue immagini sono passate dalla cronaca alla storia, e, osservate oggi in prospettiva, consentono un’attenta lettura di quella stagione.
Come raccontato da Uliano Lucas nel suo saggio sulla storia del fotogiornalismo in Italia, Paola Agosti, come molti suoi colleghi (Fausto Giaccone, Tano D'Amico, Carla Cerati e altri) è tra coloro che si avvicinano alla professione sull’onda dei nuovi imperativi di denuncia sociale e testimonianza della contestazione, con un accentuato senso della fotografia intesa quale impegno politico. Impegno che, nel caso di Paola Agosti, si manifesta inizialmente come sguardo sul mondo femminile e femminista, che tuttavia non si traduce in militanza, ma che si pone anzitutto come testimonianza e, oggi, come memoria.
Uno sguardo che ben presto si allarga ad altri temi (come per l’apartheid in Sudafrica, le condizioni miserabili delle persone incontrate sui sentieri di Nuto Revelli, il racconto degli emigrati piemontesi in Argentina), in cui è sempre presente un segno politico, inteso in senso lato. La sua fotografia non è mai fine a sé stessa ma è indissolubilmente intrecciata al contenuto, anche quando quest’ultimo è il ritratto di una persona.
Come altri suoi colleghi attivi nello stesso periodo, la sua opera è stata assimilata alle “corrispondenze di pace” francesi: essa tratta della vita, che non manca mai di bellezza e di terribilità, senza andare tra le bombe o scendere nel sangue.

## Pubblicazioni
- Riprendiamoci la vita. Immagini del movimento delle donne, Savelli Editore, 1976
- Immagini del Mondo dei vinti, Mazzotta, 1978
- La donna e la macchina, Ed. Oberon, 1983
- Dal Piemonte al Rio de la Plata. Immagini di emigrazione, Reg. Piemonte, 1988
- Mundo Perro, Galleria la nuova pesa, 1993
- Caro cane, La Tartaruga, 1997
- I testimoni. Fotografie di Paola Agosti dal mondo dei vinti, Cahiers MuseoMontagna 2001
- Imagenes del Mundo de los Vencidos, Diputacion Provincial del Granada, 2011
- El Paraíso: entrada provisoria, edizioni Fiaf 2011
- Il destino era già lì. Le donne de l’Anello forte” “Il Mondo dei vinti”, di Nuto Revelli ArabAFenice 2015
- Itinerari. Il lungo viaggio di una fotografa (a cura di Federico Montaldo), Postcart, 2023
- Covando un mondo nuovo. Viaggio tra le donne degli anni settanta (con Benedetta Tobagi), Einaudi, 2024